# 戸高秀樹
戸高 秀樹（とだか ひでき、1973年3月16日 - ）は、日本の元プロボクサー。宮崎県宮崎市出身。元WBA世界スーパーフライ級王者。元WBA世界バンタム級暫定王者。世界2階級制覇王者。
デビューは宮崎ワールドジムだが、1998年に緑ジムに移籍。同ジムから飯田覚士に次ぐ世界王者となった。
現役時代のニックネームは「侍」「雑草王者」。
主な入場曲は2pacの「changes」。バンタム級転向後は、長渕剛の「HOLD YOUR LAST CHANCE」等を使用。

## 来歴
中学・高校時代は喧嘩に明け暮れる日々を送っており、その影響で高校は中退した。持病の腰痛の回復が思わしくなかったこともあり、プロデビューを果たした頃には21歳を迎えていた。当時は地元の宮崎ワールドジム所属であった。
1994年7月31日、WBC世界バンタム級タイトルマッチの前座で評判の新人、藤原康二（グリーンツダ）と対戦し1RKOで勝利を収める。
その試合をたまたま見ていた薬師寺保栄の専属トレーナー、マック・クリハラに「君は世界チャンピオンになれる」と言わしめた。
1996年6月3日、10戦目にして日本王座初挑戦。安藤謙三（グリーンツダ）と、敵地大阪で空位の日本ライトフライ級王座を争い、10回判定勝ち。王座奪取に成功した。9月16日には村松竜二相手に初防衛を果たした後、拳の負傷で指名試合履行不可能を理由に11月に王座を返上。
1998年、世界挑戦を現実のものとするため、宮崎ワールドジムを離れ、名古屋の緑ジムに移籍。同ジムには当時、WBA世界スーパーフライ級王者飯田覚士が所属しており、飯田が闘う世界戦の前座で試合を行うようになる。「世界ランカーに勝ったら世界戦を組んでやる」と言われていた戸高は1998年12月23日、張英淳（韓国）に10回判定勝ちを収め、世界ランク入り。
そして、翌1999年3月28日、故郷・宮崎県で世界初挑戦が実現。WBA世界スーパーフライ級王者ヘスス・ロハス（ベネズエラ）の初防衛戦の相手としてリングに上がった。開始早々から積極果敢に攻め、老獪なロハスを苦しめた。しかし、3回、偶然のバッティングで王者の左眉付近から出血。王者の出血は止まらず、4回、ドクターチェックが入る。一時は試合が再開されるものの、程なくして2度目のチェック。ここで試合がストップされてしまう。「偶然のバッティングで試合続行不能となった場合、4回までなら引き分け。5回以降はそれまでの採点で勝敗を決定する」という規定が適用され、4回終了前ということで試合は引き分けとなり、不完全燃焼の形で世界初挑戦を終える。
再戦はすぐに決まり、1999年7月31日、今度は名古屋で試合が行われた。2回、右のショート・ストレートでロハスからダウンを奪う。これで主導権を掌握した戸高は前半を優勢に戦い、中盤に王者の反撃を許したものの終盤に入ると再びペースを取り返した。勝敗の行方は判定に委ねられ、僅差ながらジャッジ3人の支持を受けた戸高が新王者となった。
1999年11月7日に行われた初防衛戦にて、元高校2冠王でデビュー前から次期世界王者候補と言われてきた名護明彦と対戦。名護はデビュー以来15連勝中（11KO）で、無敗のまま世界初挑戦を迎えていた。「戸高の初防衛戦は雑草とエリートの戦い」とも言われたこの試合だが、曲者ロハスを攻略したことが評価され試合前の下馬評は五分五分と言われていた。両国国技館で行われたこの試合は、初挑戦の緊張もあってか前評判の高かった挑戦者の強打がことごとく空を切り、逆に戸高は挑戦者に対し細かい連打を浴びせ続けた。結果、大差での判定勝ちを収め、初防衛に成功した。
2000年4月23日、2度目の防衛戦でヨックタイ・シスオー（タイ）と対戦。前半、戸高は不用意にパンチをもらい、何度も顔面を跳ね上げられた。しかし8回、終了のゴングとほぼ同時に放たれた戸高の右フックがクリーンヒット。ヨックタイは右に左に大きくよろめきながらダウンし、これを機に戸高が一気に攻勢に転じると、9・10回も元王者を滅多打ちにする。そして迎えた11回、戸高のパンチで大きくグラついたヨックタイは背中を向けた状態でロープまで吹っ飛ばされる。そのまま正面に向き直らなかったヨックタイを見てレフェリーのスタンレー・クリストドール（南アフリカ）は即座に試合を止め、劇的な逆転KO勝ちを収めた。
ヨックタイ戦での逆転KO勝ちから6か月が経とうとしていた2000年10月9日、3度目の防衛戦で世界3階級王者のレオ・ガメス（ベネズエラ）と対戦。戸高は試合前に眼筋麻痺を患っており「角度によっては物が2重にも3重にも見えるような状態だった」と言う。序盤からガメスのパンチを浴び続けた戸高は7回、2分が経過したところで、ガメスの強烈な右ストレートをまともに浴びると、遂に仰向けに倒れる。ここで戸高陣営の松尾・緑ジム会長がリングになだれ込み、試合終了。この瞬間、1年2か月あまり保持してきた世界王座を手放すこととなる。しかも、この試合で顎の骨を複雑骨折してしまい、長いブランクに突入。再起を果たすまで約1年5か月を要することとなる。
2002年3月、ようやく負傷も回復し、再起戦が行えるようになり、見事KO勝ち。その後も2試合を戦い、ともに勝利。
世界ランクにも復帰した戸高は2003年10月4日、WBA世界バンタム級暫定王座決定戦に出場。3年前にKO負けしたガメスと再戦することになった。試合は最初から最後まで真っ向からの打ち合いとなったが、手数で上回った戸高が2-1の判定で勝利。因縁の相手に雪辱した。

### ラスト・ファイト
2004年3月6日、WBA世界バンタム級暫定王座初防衛戦でフリオ・サラテ（メキシコ）の挑戦を受けた。当初、戸高は敵地で正規王者ジョニー・ブレダル（デンマーク）と統一戦を行う予定であったが、最終的に交渉が決裂し、統一戦の前に防衛戦を挟むことになった。試合は挑戦者のアウトボクシングに終始翻弄される形となり、0-3の判定負け。わずか5か月で王座を手放した。
練習中に怪我をすることが多くなり、常にベストの状態に体を維持できなくなったことが原因だと言う。戸高は結局、この試合を最後に現役を引退した。
最終戦績は26戦21勝（10KO）4敗1分。世界戦戦績は7戦4勝（1KO）2敗1分。

### 引退後
2005年に東京都目黒区自由が丘に「戸高ボクシングジム -STUDIO Bee-」を開設。後進の育成に力を注いでいる。
また、ボクシングの指導だけではなく、元世界王者の輪島功一、渡嘉敷勝男、玉熊幸人、飯田覚士らと袴田事件の再審を求める要請書を最高裁判所に提出するなど、元ボクサー袴田巌の無罪獲得のため活動も行っている。

## 獲得タイトル
- 第24代日本ライトフライ級王座（防衛1=返上）
- WBA世界スーパーフライ級王座（防衛2）
- WBA世界バンタム級暫定王座（防衛0）